# Armata industrială de rezervă
Armata industriala de rezervă este un concept dezvoltat de Karl Marx în lucrarea sa Capitalul, care se referă la existența structurală (în societățile al căror mod/tip de producție este capitalist), a unei părți a populației care formează un surplus ca forță de muncă, în raport cu necesitățile acumulărilor de capital. O armată industrială de rezervă — o permanentă armată de șomeri — este necesară atât pentru buna funcționare a sistemului de producție capitalist cât și pentru necesara acumulare de capital. Este sinonim cu sintagma "populație activă în surplus", deși acest termen este mai amplu, pentru că include în el și persoanele cu incapabilitate de muncă.
Conform lui Marx, în epocile anterioare punerii în aplicare a sistemului capitalist, șomajul structural la scară masivă rareori a existat, exceptând situațiile cauzate de dezastre naturale și/sau de războaie. De fapt, termenul "ocuparea forței de muncă" ar fi un produs lingvistic al acestei ere.
Un nivel permanent de șomaj presupune o populație lucrătoare dependentă în mare măsură de o soldă sau de un salariu, pentru a supraviețui, fără a avea ca posibilitate alte moduri de viață. La fel cum presupune și dreptul capitaliștilor (sau antreprenorilor) de a angaja și/sau de a concedia angajații, în conformitate cu condițiile economice sau comerciale (precaritatea muncii).
Marx a afirmat că nu există legi destinate populației care sa fie eficiente în orice moment, dar că fiecare mod (tip) de producție are propriile sale legi demografice. În acest sens, dacă există suprapopulare într-o societate capitalistă este vorba de o suprapopulare în raport cerințele de acumulare capitalistă. Acesta este motivul pentru care demografia nu se poate limita doar la număra oameni într-o varietate de moduri, ci, de asemenea, să ia în considerare relațiile sociale dintre ei.

## Construcția marxistă a termenului
Karl Marx introduce conceptul de "armata industrială de rezervă", în secțiunea a 3-a (Producerea progresiva a unei suprapopulări sau, al unei armate industriale de rezervă) al capitolului 23 din cartea I din Capitalul:
„{{{1}}}”
Raționamentul său este că, odată cu dezvoltarea capitalismului, compoziția organică a capitalului crește, ceea ce se traduce în faptul că masa de capital constant crește mai rapid decât masa de capital variabil. În plus, capitalul se va vedea concentrat și centralizat în puține mâini.
Fiind aceasta tendința istorică "absolută", o parte din populația aptă de muncă va deveni "surplus" în comparație cu necesarul de acumulare capitalistă de-a lungul timpului. În mod paradoxal, cu cât mai bogată este o societate, cu atât mai mare (mai amplă) va fi a sa armată industrială de rezervă.

Fără îndoială că, pe măsură ce își dezvolta conceptul, Marx clarifica faptul că, funcție de starea economiei, armata industrială de rezervă (care este, de asemenea, numită șomaj structural) se va expanda sau se va contracta după cum va fi absorbită sau expulzată forța de muncă a acelor mase valorizate de capital. Deci:
„«Acumularea capitalistă produce într-un mod constant, proporțional cu energia și volumul său, o populație de lucrători relativ excedentară, altfel spus, excesivă în raport cu nevoile medii de valorizare a capitalului și, prin urmare, superfluă. (...) Fiecare capitalist este absolut interesat să obțină o cantitate cât mai mare de producție de la un număr mai mic de muncitori, în loc să obțină asta, cu aceeași ieftinătate și chiar la un preț mai convenabil, de la un număr de lucrători și mai mare. (...) Cu cât de mare este amplitudinea (scala) producției, cu atât mai determinant va fi acest motiv. Motiv care crește deodată cu acumularea capitalului.”

## Contribuții ale altor filosofi
În opera lor comună Dialectica Iluminismului germanii Theodor Adorno și Max Horkheimer comentau următoarele:
„«Dominatorii înșiși nu cred în nici o necesitate obiectivă (...). Doar cei dominati iau ca fiind invariabil necesar procesul care, cu fiecare creștere decretată a nivelului de trai, ii face un pic mai impotenti. Odată ce se poate da garanta susținerea vitală a celor care sunt încă utilizați în manipularea mașinilor/mașinăriilor cu o parte minimă din timpul de lucru pe care il au pus la dispoziția dominatorilor societății, superfluul (inutilul) rest, adică imensa masă a populației, este instruita acum, ca o rezervă suplimentară pentru sistem, pentru a servi azi și mâine de material pentru marile lor planuri. Această masă de oameni este alimentată ca o armată a șomerilor. Reducerea lor la condiția de pure obiecte ale administrației, (reducere care pre-configurează toate sectoarele vieții moderne, până la limbă și la percepție), le apar ca necesitate obiectivă în fața căreia ei se cred a fi impotenți. Sspre deosebire de putere și impotența, cresc până la infinit, împreună cu incapacitatea lor de a suprima pentru totdeauna întreaga mizerie.”

## Legături externe
- en ILO data on global unemployment Arhivat în 8 decembrie 2006, la Wayback Machine.
- en ILO global unemployment report Arhivat în 18 aprilie 2007, la Wayback Machine.
- en CPGB Draft Programme entry on the unemployed Arhivat în 4 iunie 2009, la Wayback Machine.